# تشو-كو
تشو-كو (باليابانية: 中央区) هو حي في اليابان، يقع في ساغاميهارا، كاناغاوا، بلغ عدد سكانه 271,531 نسمة وذلك حسب إحصائيات سنة 2018، تبلغ مساحته 36.87 كيلومتر مربع.

## التقسيمات الإدارية
- Oyama  [لغات أخرى]‏
- Kami-Mizu  [لغات أخرى]‏
- Kami-Yabe  [لغات أخرى]‏
- Sagamihara  [لغات أخرى]‏
- Tana  [لغات أخرى]‏
- Fuchinobe  [لغات أخرى]‏
- Yabe  [لغات أخرى]‏
- Yabe-Shinden  [لغات أخرى]‏.